# Fnatmide
Fnatmide (Sarcoptes scabiei) er en type mide, som forårsager fnat. Fnat på dyr kaldes ofte skab. Her kaldes den samme mide skabmiden. Miden lever af hudens hornlag, dvs. det yderste lag af huden.
Fnatmiden er udbredt over det meste af verden og lever i huden på både mennesker og mange dyrearter. Miden er cirka 0,2-0,4 mm lang og ses normalt ikke direkte. De fleste opdager fnat på grund af følgerne af dens tilstedeværelse i form af hudgener.
Smitte foregår ved at en nybefrugtet hun kommer på huden, enten ved direkte hudkontakt med et andet menneske, eller ved inden for kort tid at komme i kontakt med genstande hvor en smittet person har afsat en levende mide. Midernes levetid uden hudkontakt er ret begrænset. Miden skal bruge et sted hvor huden er tynd og rynket, hvor den så gnaver sig ned. Her efter lægger den to til tre æg om dagen mens den gnaver sig nogle få millimeter fremad langs huden. Æggene bliver til unger på 3-10 dage, hvorefter de kommer op til overfladen klar til parring. Herefter begynder hunnerne samme rutine som moderen, enten i den vært de befinder sig på, eller ved at de tilfældigt overføres til en anden egnet vært.
Se også: fnat